# Hippolyte Arnoux

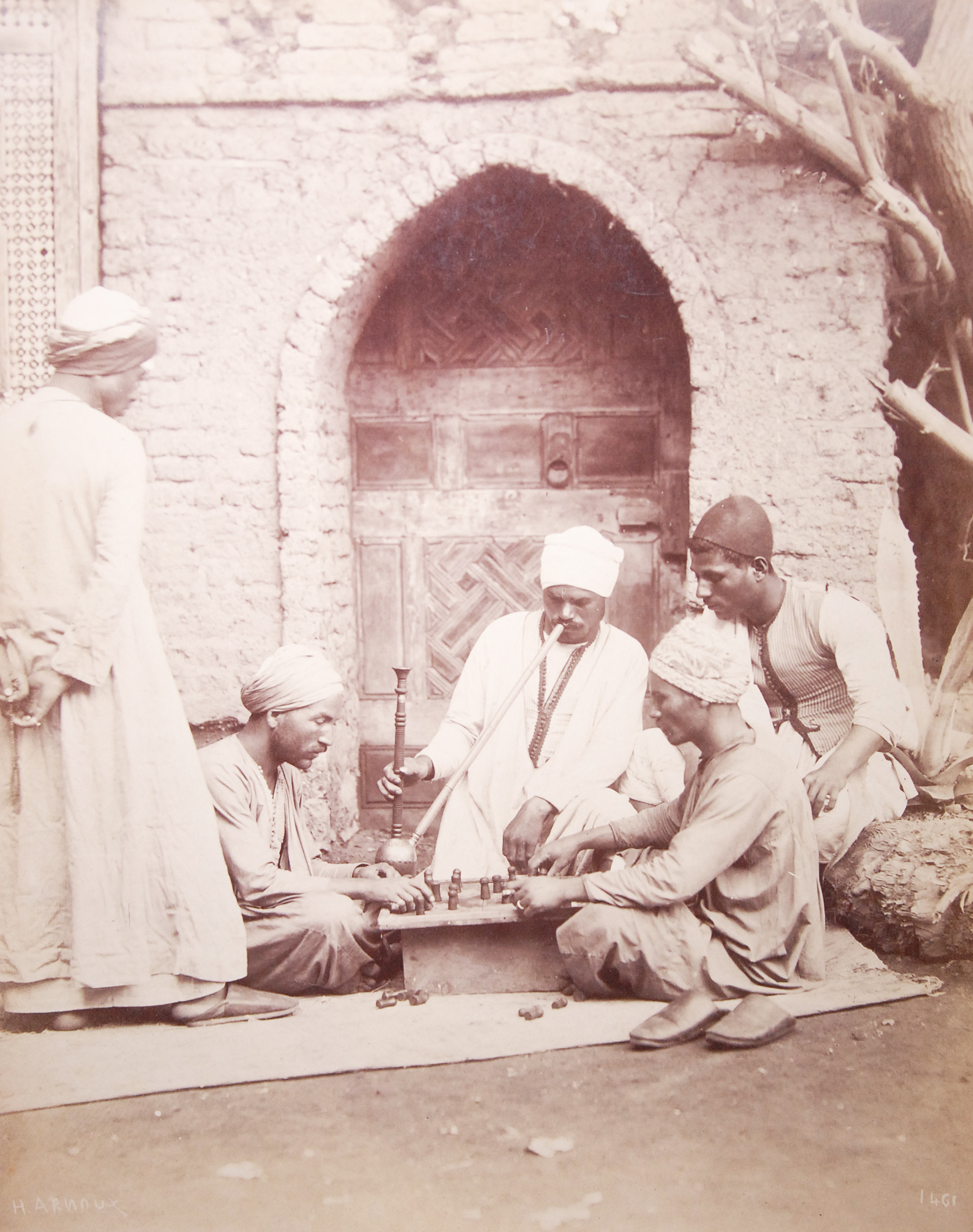
Una fotografía de Hippolyte Arnoux, cortesía de Saulso Collection.

Hippolyte Arnoux (actividad ca. 1860 - ca. 1890) fue un fotógrafo francés y editor. Durante los años 1860, documentó la excavación del Canal de Suez y publicó las fotografías en su Álbum du Canal de Suez. En la misma época, trabajó ocasionalmente en el estudio fotográfico de los hermanos Zangaki en Port Said. En los años 1860, Arnoux fue socio de Antonio Beato.